# Sudžuk
 Ovo je glavno značenje pojma Sudžuk. Za ruski otok u Crnom moru pogledajte Sudžuk (otok).
Sudžuk je suha, začinjena kobasica koja je dio kuhinja od Balkana, preko Srednjeg istoka pa sve do Središnje Azije.

## Priprema
Postojao je veliki broj načina pripremanja sudžuka u Srednjem vijeku; iako unutarnji organi nisu nikada korišteni u otomanskim kobasicama, bili su uobičajeni sastojak velikog broja kobasica koje su se pravile u srednjovjekovnoj Rumunjskoj.
Sudžuk se sastoji od mljevenog mesa, obično goveđeg ili janjećeg, ali i konjetine koja se koristi za pripremanje kobasice u Kazakstanu i Kirgistanu. Crni i Aleppo papar, češnjak, crveni papar u prahu i kumin se dodaju mesu prije mljevenja. Mljeveno meso se ostavi na stranu oko 24 sata prije nego što se kobasice pune sa začinjemom mesnom mješavinom.
- Regionalne inačice sudžuka
- suǰux iz Armenije
- sudžuk iz Bugarske
- domaći suxhuk s Kosova

## Jela sa sudžukom
Tanke kiriške sudžuka peku se u tavi na maslacu, dok se veći komadi mogu roštiljati. Sucuklu yumurta, ili  "jaja sa sudžukom", čest je doručak u turskoj kuhinji. kada se jaja dodaju preprženom sudžuku,ali sudžuk se može dodati i drugim jelima poput menemena, pizze ili bureka.
- sudžuk s jajima
- sudžuk u kruhu